# 富豪XC60
沃尔沃XC60是一款由沃尔沃汽车公司自2008年起设计和制造的紧凑跨界休旅車。
XC60隶属于S60、S60 Cross Country V60和V60 Cross Country相同的沃尔沃60系列。其第一代车型在2008年发布，使用沃尔沃P3平台，并在2013年进行了小幅更新。第二代车型在2017年发布，基于沃尔沃SPA平台。

## XC60概念车（2007）
XC60概念车是XC60正式版本的前身。 它拥有大面积玻璃天窗、全新风格的进气格栅、一个较传统车型更大的“V形”沃尔沃标志 。除此以外，XC60概念车还体现了新的换挡机构、电子行李箱盖和20英寸的车轮。
XC60概念车亮相于2007年的底特律汽车展。

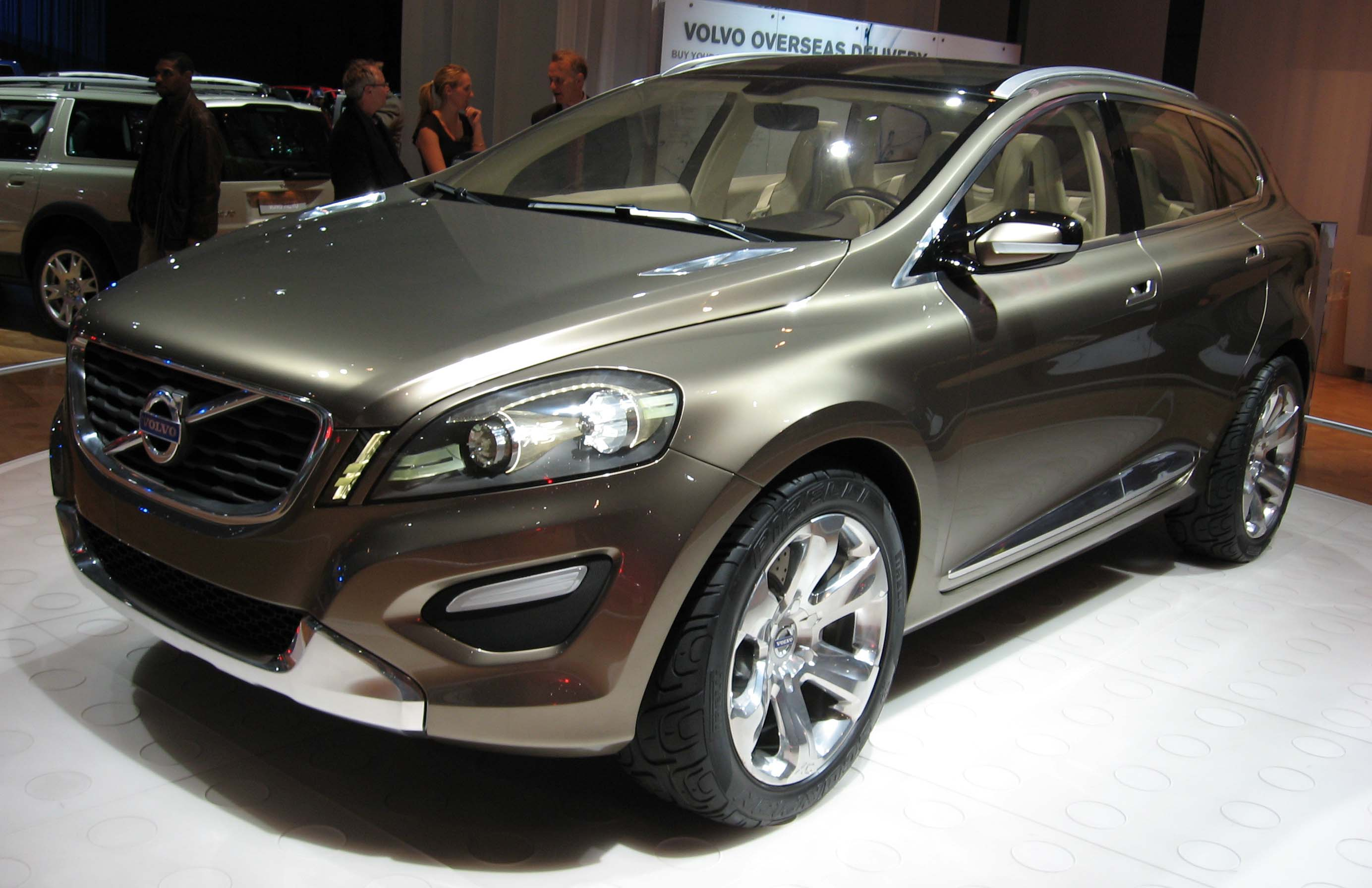
沃尔沃XC60概念
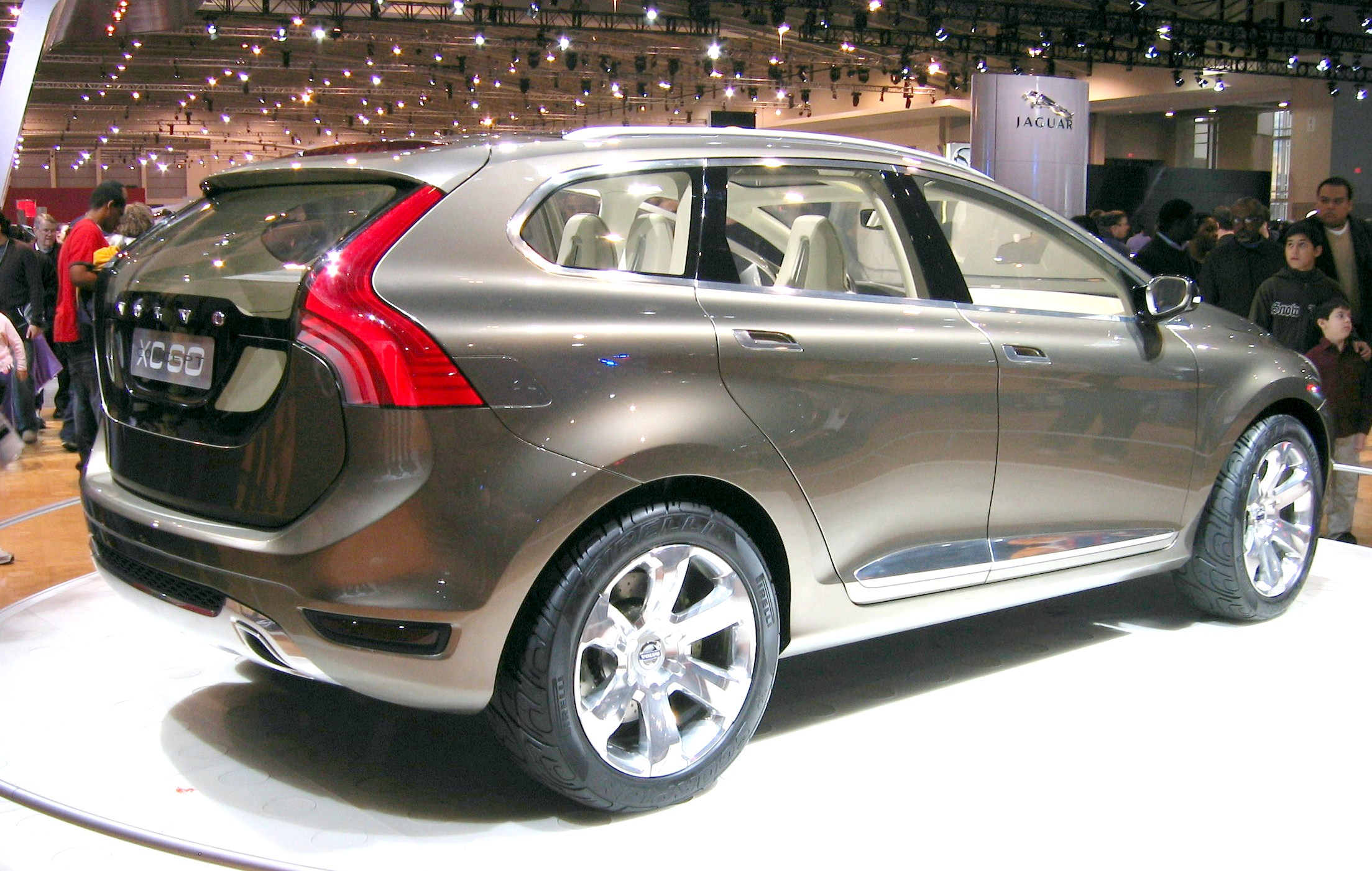
沃尔沃XC60概念

## 第一代（2008–2017）
XC60正式版本于2008年日内瓦汽车展亮相。  XC60最初在2008年第三季度开始在欧洲售卖，在2009年初开始在北美售卖。 XC60自2009年起已成为沃尔沃最畅销的汽车。
第一代XC60由沃尔沃比利时根特工厂制造。2007年，XC60和路虎神行者共享了技术，并使用了沃尔沃P3平台。当时路虎和沃尔沃汽车公司都是福特汽车公司下的子公司，所以XC60的大部分设计由瑞典沃尔沃完成，但越野能力部分由英国的路虎设计。XC60项目的总监为Lars Blenwall。
2010年4月，XC60车型拥有了R-Design可选套件，该套件包含和车身颜色匹配的车身套件、底盘和减震相关的外部/内部装饰。
2013年2月，沃尔沃推出了小幅更新的2014款XC60，该款车型外部主要变动了进气格栏和前大灯的设计，同时小幅改动了排气管与尾灯的设计。车内改动了仪表盘与中控部分，在中控部分增设了一个7寸的触摸显示屏。

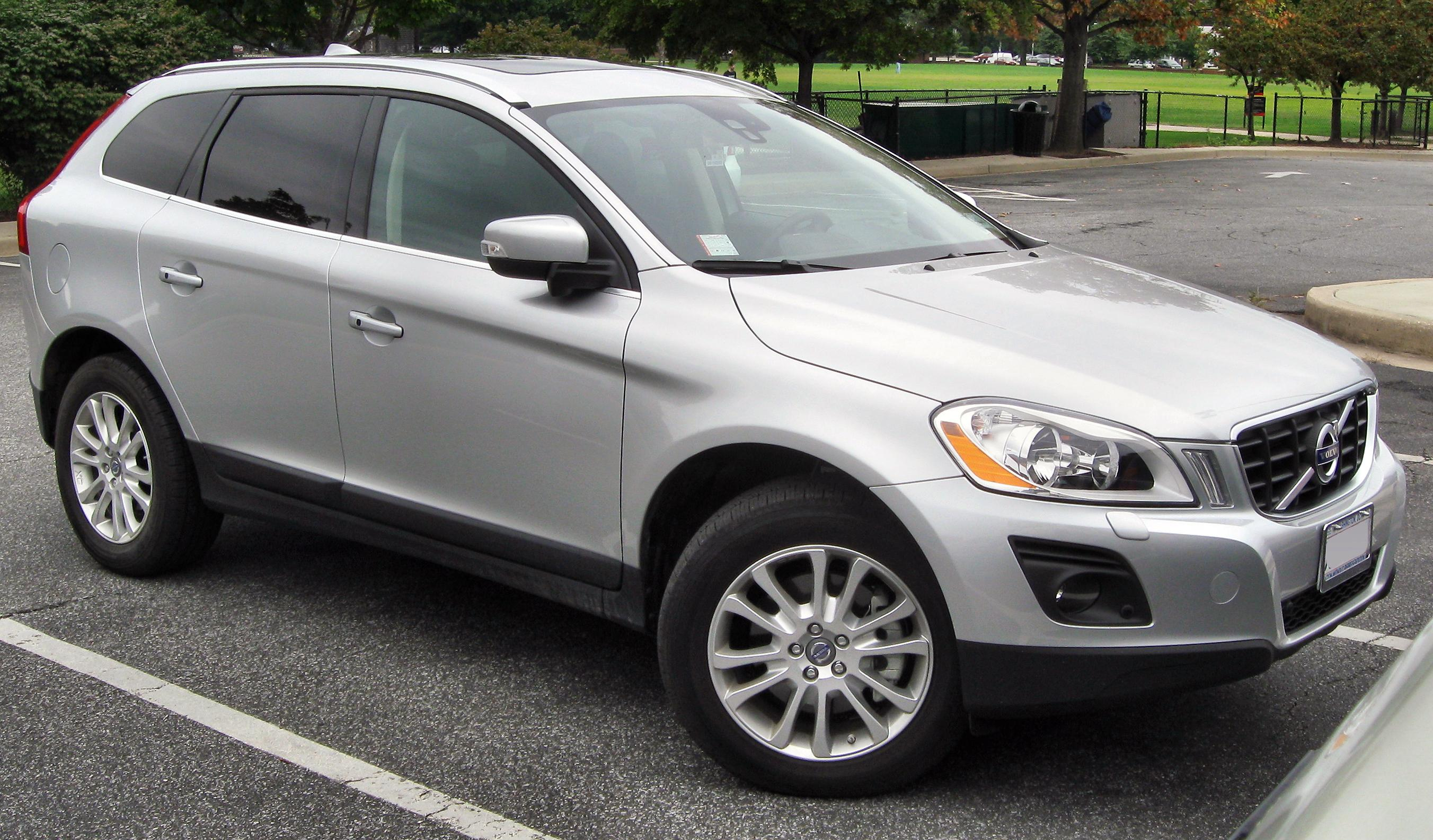
沃尔沃XC60（售于美国）
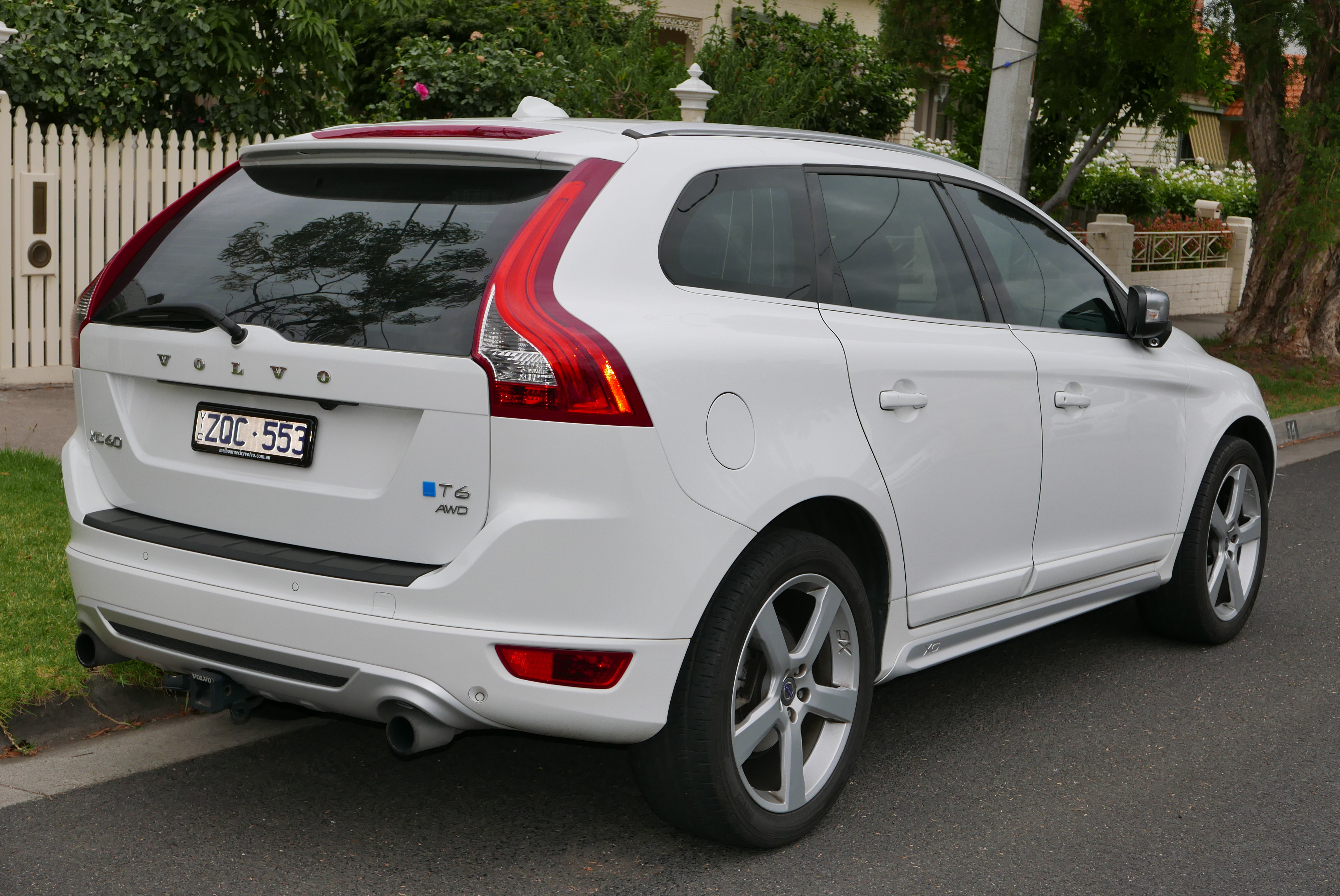
沃尔沃XC60R（售于澳大利亚）
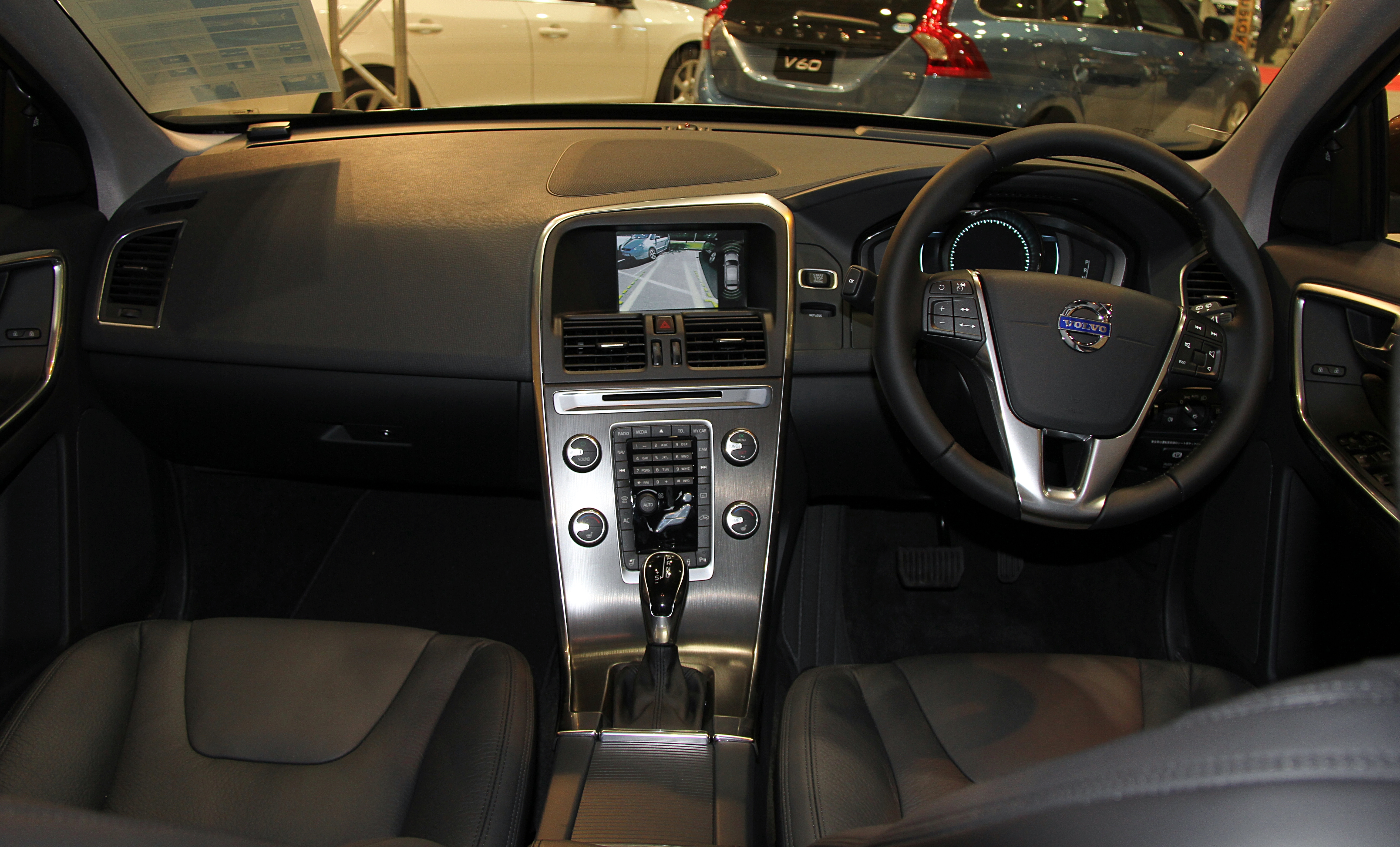
沃尔沃XC60中控台及仪表
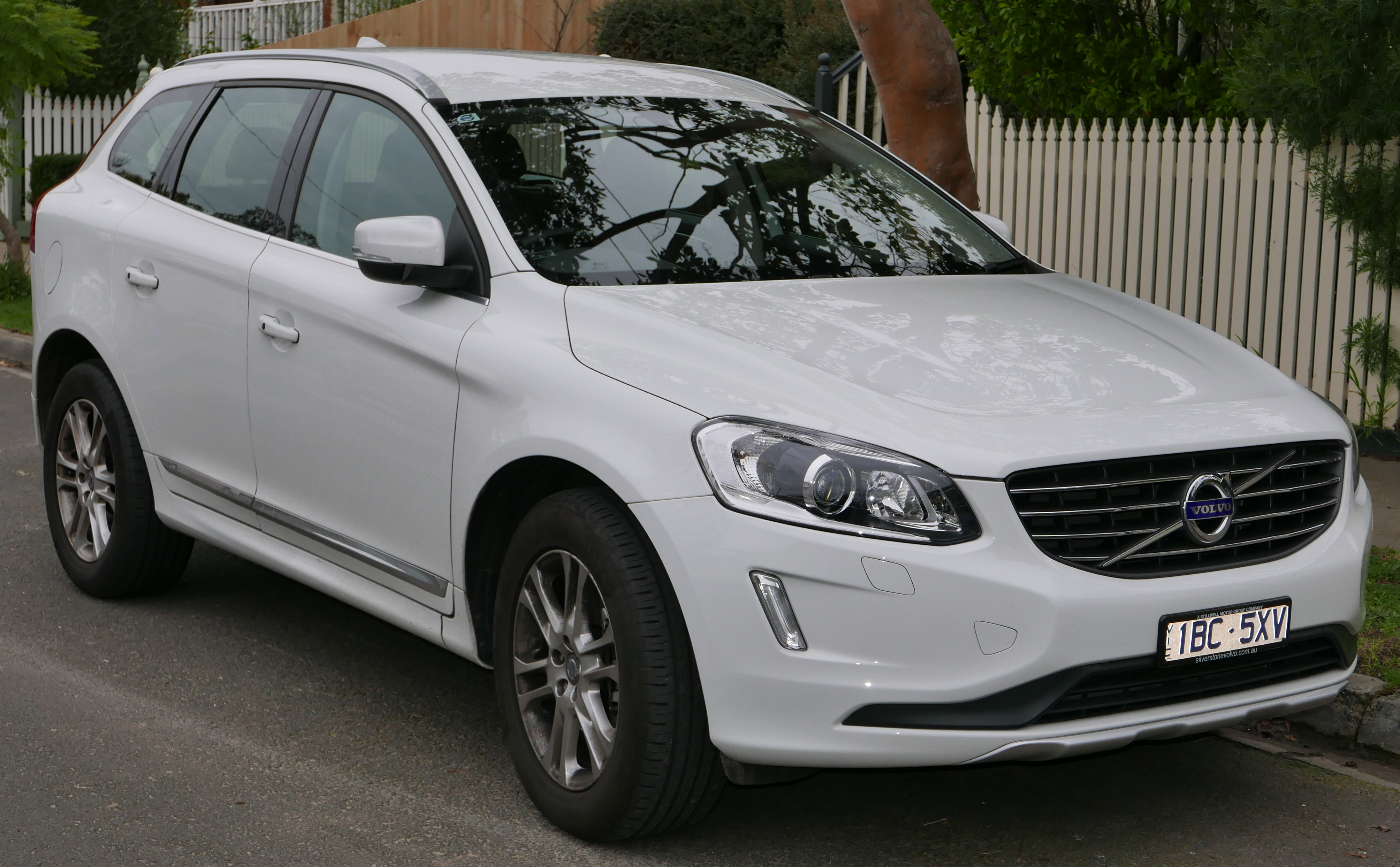
沃尔沃XC60 2013款（售于澳大利亚）
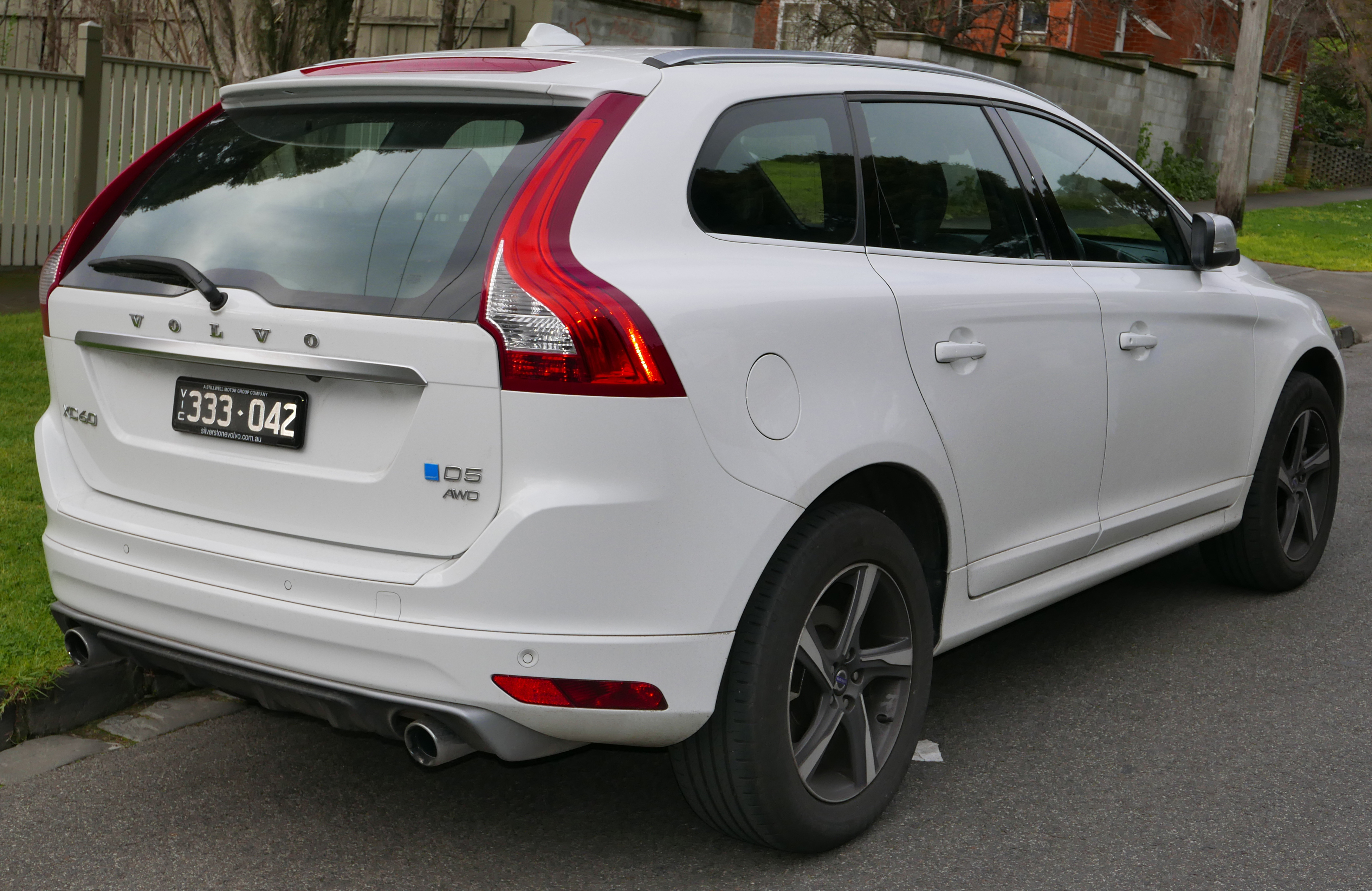
沃尔沃XC60R（售于澳大利亚）

### XC60 Ocean Race
2014年，被命名为“XC60 Ocean Race”的蓝色XC60车型面世。

### XC60 混合动力版本概念车
XC60混合动力概念车首次出现在2012年底特律车展。该车为油电混合车型，可使用220V或110V交流电充电，充电时间分别为3.5小时或7.5小时。

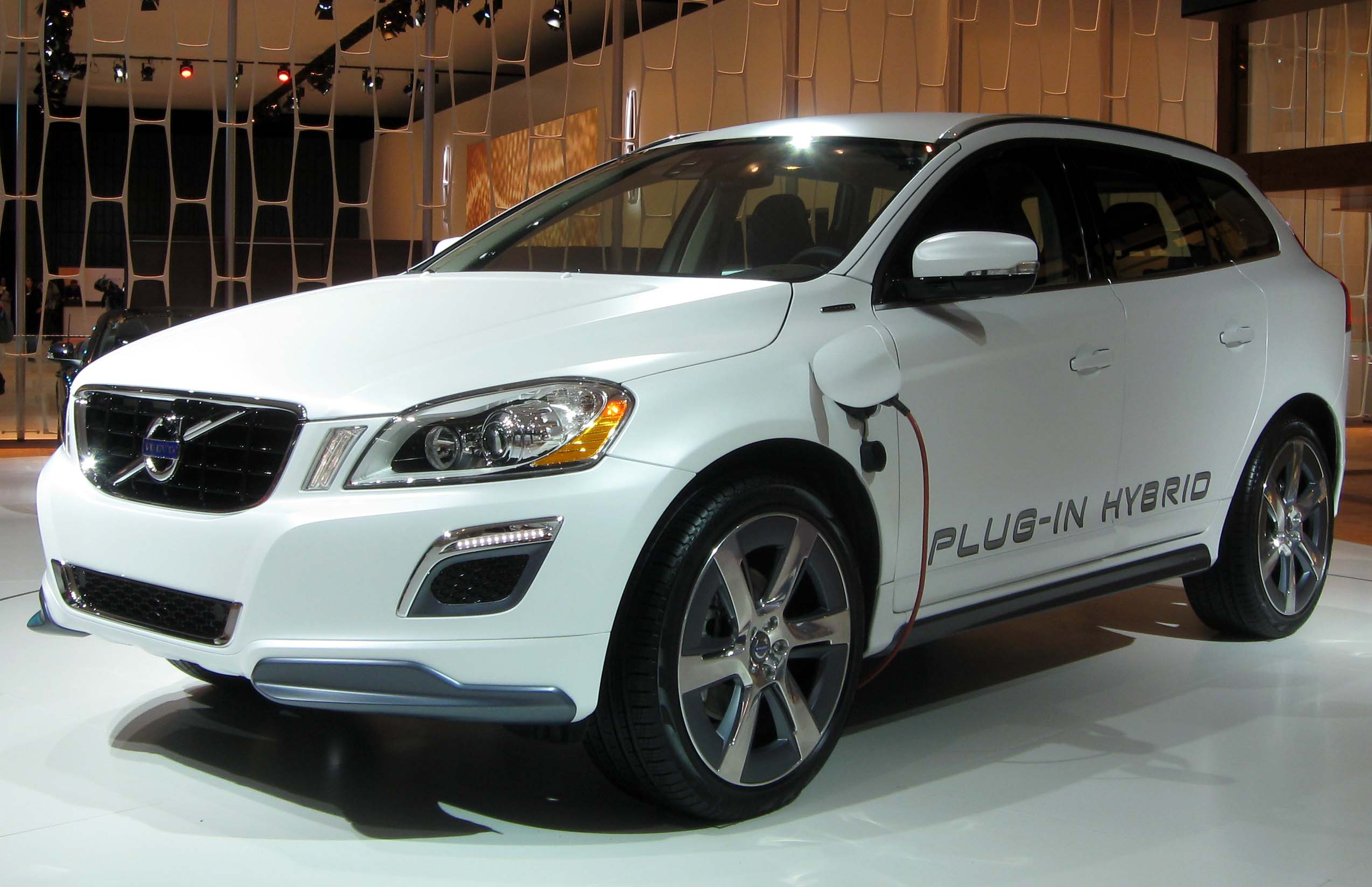
XC60混合动力版本概念车

### 安全
XC60包含沃尔沃汽车家族一贯拥有的安全系统，包括头颈部保护系统、侧面碰撞保护系统，侧倾稳定性控制，动力稳定性和牵引力控制，气帘，碰撞预防警报与自动制动，活动的双氙灯（可选择安装）等等。XC60还引入了沃尔沃汽车命名为“City safety”的新安全保护技术。 该系统支持在30km/h（19mph）以下时通过计算碰撞的可能性来预测是否可能碰撞，并在需要时自动制动刹停车辆，以避免或减轻追尾碰撞。
2011年，由美國公路安全保險協會记入数据发现，XC60保险索赔较沃尔沃其它车型更少。

歐盟新車安全評鑑協會在2008年对沃尔沃XC60进行评估，认为XC60对成人乘员的保护等级达5星级。
美國公路安全保險協會 授予沃尔沃XC60“Top Safety Pick+”奖项。 XC60在前部、侧面、后部与顶部强度测试中均获得“good”评价，并具有丰富的安全设施，故获得此奖项。
| 整体 | 5/5stars |
| 成人 | 94%      |
| 步行 | 48%      |

| 40%前碰撞              | 好  |
| 25%前碰撞 (2013款车型) | 好1 |
| 侧面碰撞               | 好  |
| 车顶强度               | 好2 |

1 车辆的结构评为"好"
2 力量-重量比：5.23

## 第二代（2017-至今）
第二代沃尔沃XC60面世于2017年日内瓦汽车展。这是沃尔沃被中国吉利汽车收购后的第一代60系列车型，这代沃尔沃XC60使用了与S90、V90、XC90相同的SPA（Scalable Product Architecture）平台。第二代沃尔沃XC60只提供4缸发动机车型，在其它配置调整上与90系列保持一致。
| 型号   | 引擎编号 | 生产年份     | 排量                    | 动力                                                            | 扭力 @每分钟转数                                                        |
| ------ | -------- | ------------ | ----------------------- | --------------------------------------------------------------- | ----------------------------------------------------------------------- |
| T5 AWD | B4204T20 | 2017–present | 1,969 cc（120.2 cu in） | 249 PS（183 kW；246 hp） @5500                                  | 350 N·m（258 lb·ft） @1500–4500                                         |
| T5 AWD | B4204T23 | 2017–present | 1,969 cc（120.2 cu in） | 254 PS（187 kW；251 hp） @5500                                  | 350 N·m（258 lb·ft） @1500–4800                                         |
| T6 AWD | B4204T27 | 2017–present | 1,969 cc（120.2 cu in） | 320 PS（235 kW；316 hp） @5700                                  | 400 N·m（295 lb·ft） @2200–5400                                         |
| T8 AWD | B4204T35 | 2017–present | 1,969 cc（120.2 cu in） | 320 PS（235 kW；316 hp） @5700 + 87 PS（64 kW；86 hp） electric | 400 N·m（295 lb·ft） @2200–5400 + 240 N·m（177 lb·ft） @0–3000 electric |

| 型号   | 引擎编号 | 生产年份     | 排量                    | 动力                           | 扭力 @每分钟转数                |
| ------ | -------- | ------------ | ----------------------- | ------------------------------ | ------------------------------- |
| D4 AWD | D4204T14 | 2017–present | 1,969 cc（120.2 cu in） | 190 PS（140 kW；187 hp） @4250 | 400 N·m（295 lb·ft） @1750–2500 |
| D5 AWD | D4204T23 | 2017–present | 1,969 cc（120.2 cu in） | 235 PS（173 kW；232 hp） @4000 | 480 N·m（354 lb·ft） @1750–2250 |

## 销售情况
| 年份 | 美国   | 加拿大 | 瑞典   | 全球    |
| ---- | ------ | ------ | ------ | ------- |
| 2008 | 0      | 0      | 865    | 6,954   |
| 2009 | 9,262  | 1,211  | 2,577  | 61,667  |
| 2010 | 12,030 | 1,540  | 5,059  | 80,723  |
| 2011 | 12,932 | 1,865  | 6,423  | 97,183  |
| 2012 | 19,139 | 1,885  | 6,396  | 106,203 |
| 2013 | 19,766 | 1,681  | 8,591  | 114,010 |
| 2014 | 19,276 |        | 11,790 | 136,993 |
| 2015 | 26,134 |        | 14,834 | 159,617 |
| 2016 | 20,452 | 1,526  | 16,266 | 161,092 |